# Hargeisa
Hargeisa je glavni grad de facto neovisne države Somaliland, koja se nalazi u sastavu međunarodno priznate Somalije. Bio je i glavni grad Britanskog Somalilanda od 1941. do 1960.

## Zanimljivosti
- Hargeisa je imala najveću pistu od svih zračnih luka

(4, 5 km), a izgradili su je Sovjeti. Kad su se oni okrenuli Etiopiji na račun Somalije zračna luka služila je za hitno slijetanje za NASU.

## Poznate osobe
- Nadifa Mohamed, somalijska romanopiskinja i novinarka[1]

## Vanjske poveznice
- Gradska vlada Hargeise